# Chi Aquilae
Désignations
Chi Aquilae est une étoile binaire de la constellation de l'Aigle, située à ∼ 900 a.l. (∼ 276 pc) de la Terre.